# 大井貴史
大井 貴史（おおい たかし、1965年 - ）は日本の有機化学者。名古屋大学トランスフォーマティブ生命分子研究所 (WPI-ITbM) 教授。学位は、工学博士（名古屋大学、1994年）。愛知県出身。

## 略歴
- 1989年 名古屋大学工学部応用化学および合成化学科卒業
- 1994年
  - 名古屋大学大学院工学研究科博士後期課程修了
  - 日本学術振興会特別研究員
  - マサチューセッツ工科大学博士研究員
- 1995年 北海道大学大学院理学研究科助手
- 1998年 北海道大学大学院理学研究科講師
- 2001年 京都大学大学院理学研究科助教授
- 2006年 名古屋大学大学院工学研究科教授
- 2013年 名古屋大学トランスフォーマティブ生命分子研究所 (WPI-ITbM) PI

## 受賞
- 1996年度 有機合成化学協会研究企画賞（中外製薬）
- 1999年度 日本化学会進歩賞
- 2006年度 Theme Journal Award
- 2010年度 日本学術振興会賞
- 2011年度 第25回日本IBM科学賞
- 2013年度 第30回井上学術賞
- 2014年度 Fellow of the Royal Society of Chemistry (FRSC)
- 2017年度 有機合成化学協会企業冠賞 第一三共・創薬有機化学賞
- 2020年度 日本化学会賞